# Simple File Transfer Protocol
Het Simple File Transfer Protocol (SFTP) is een meer eenvoudige versie van het File Transfer Protocol (FTP). Het werd vastgelegd in RFC 913 en biedt meer mogelijkheden dan het Trivial File Transfer Protocol. Door het IETF is het inmiddels als historisch erfgoed (verouderd) bestempeld.

## Verwarring
Het Simple File Transfer Protocol wordt regelmatig verward met Secure File Transfer Protocol of met het SSH File Transfer Protocol, omdat deze beide ook met SFTP afgekort worden.